# Massjanja
Massjanja (russisch Масяня; wiss. Transliteration masjanja) ist eine beliebte nicht-kommerzielle Internet-Trickfilm-Serie in russischer Sprache um deren gleichnamige Hauptfigur und ihre Freunde und Familie, die in Sankt Petersburg leben.
„Massjanja“ wurde zunächst in Zusammenarbeit zwischen dem Studio mult.ru und dem russisch-israelischen Künstler und Serien-Erfinder Oleg Kuvaev produziert und wird seit der Trennung und Kuvaevs Auswanderung nach Israel (2006) von ihm allein produziert und vermarktet. Die einzelnen Episoden werden als Flash-Videos im *.swf-Format veröffentlicht, sind somit nur wenige hundert KB groß und dadurch ideal zur Verbreitung im Internet geeignet.
Seit ihren Anfängen im Herbst 2001 entstanden bis heute (mit einigen Unterbrechungen) mehr als 161 Episoden der Serie, die sich zunächst um das Leben der alternativen linken Jugend in St. Petersburg drehen und unzählige, bereits zu geflügelten Worten gewordene Zitate enthalten. Am Anfang der Serie sind ihre Hauptprotagonisten Massjanja, Hrjundel und Lohmatyj in ihren frühen Zwanzigern; ab der Episode 105 lässt Kuvaev sie „altern“ und sich neuen Herausforderungen, wie Kinder und Hochzeiten, stellen. Seit Episode 160 steht vor allem der Ukraine-Krieg im Mittelpunkt.
Der Künstler wurde von der staatlichen russischen Medienaufsicht Roskomnadsor aufgefordert, die den Ukraine-Krieg thematisierenden Episoden zurückzuziehen und wird seitdem in Russland juristisch verfolgt.  Die Serie wird zur Umgehung einer eventuellen Blockade ergänzend mit Hilfe einer Mirrorseite (s. u.) verbreitet. Alle Episoden sind außerdem, inzwischen vielfach zumindest englisch untertitelt, über Youtube, TikTok und Patreon zugänglich.